# South Cariboo Regional Airport
South Cariboo Regional Airport (engelska: 108 Mile Ranch Airport) är en flygplats i Kanada.   Den ligger i provinsen British Columbia, i den centrala delen av landet, 3 400 km väster om huvudstaden Ottawa. South Cariboo Regional Airport ligger 941 meter över havet.
Terrängen runt South Cariboo Regional Airport är kuperad österut, men västerut är den platt. Runt South Cariboo Regional Airport är det glesbefolkat, med 10 invånare per kvadratkilometer.. Närmaste större samhälle är 100 Mile House, 9,8 km söder om South Cariboo Regional Airport. 
I omgivningarna runt South Cariboo Regional Airport växer i huvudsak barrskog.